# Jade (mineraal)

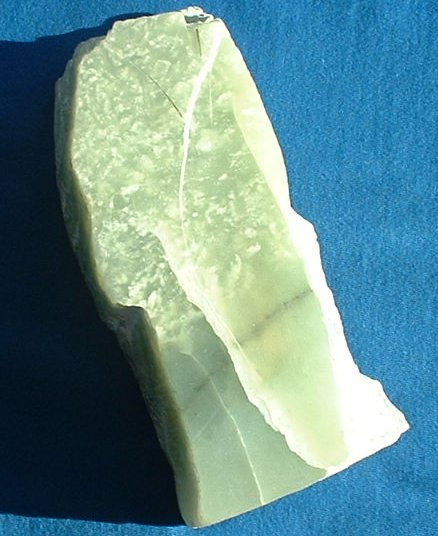
Onbewerkte jade

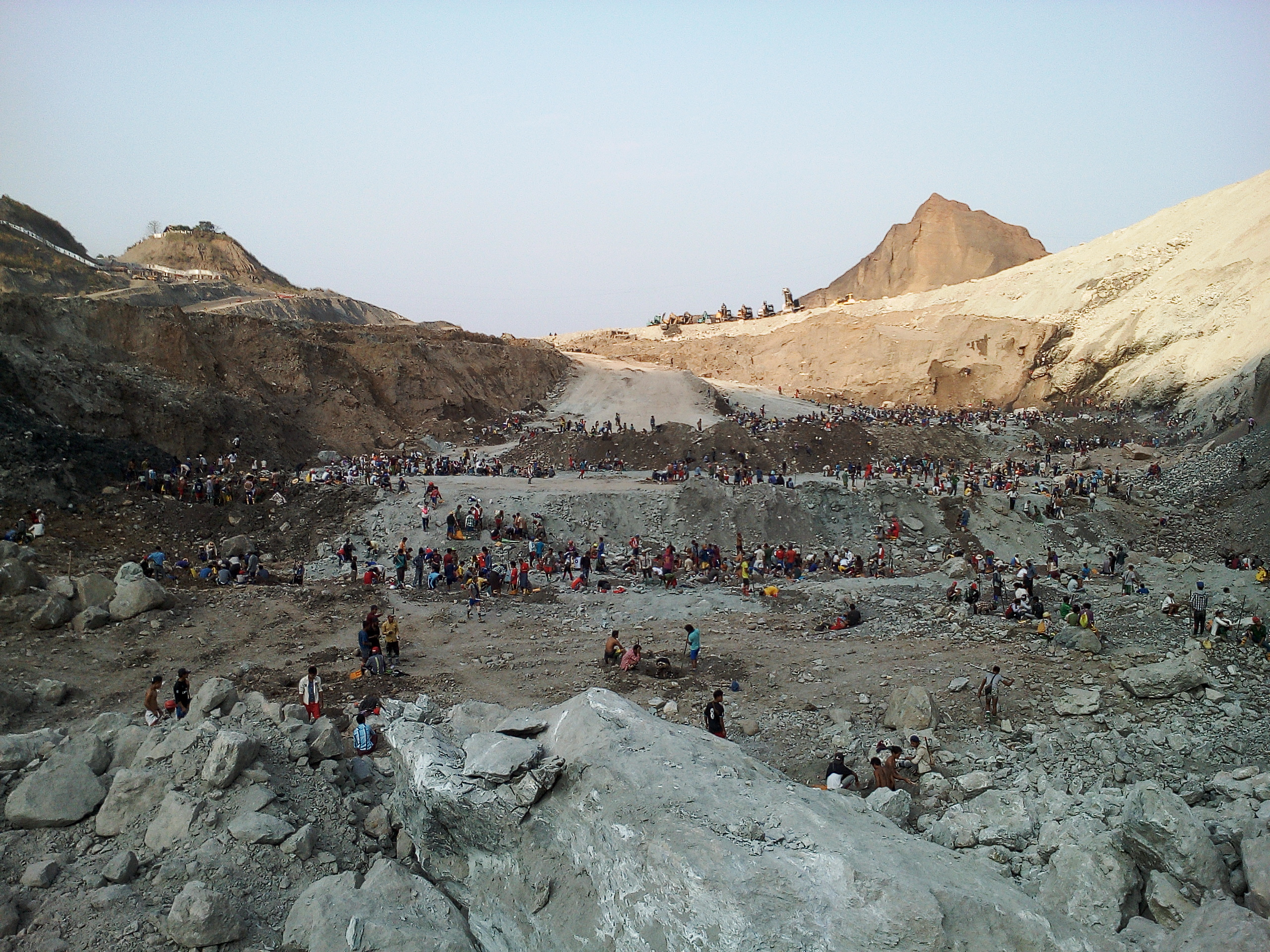
Jadeïetmijn in Hpakant in het district Mohnyin in Myanmar

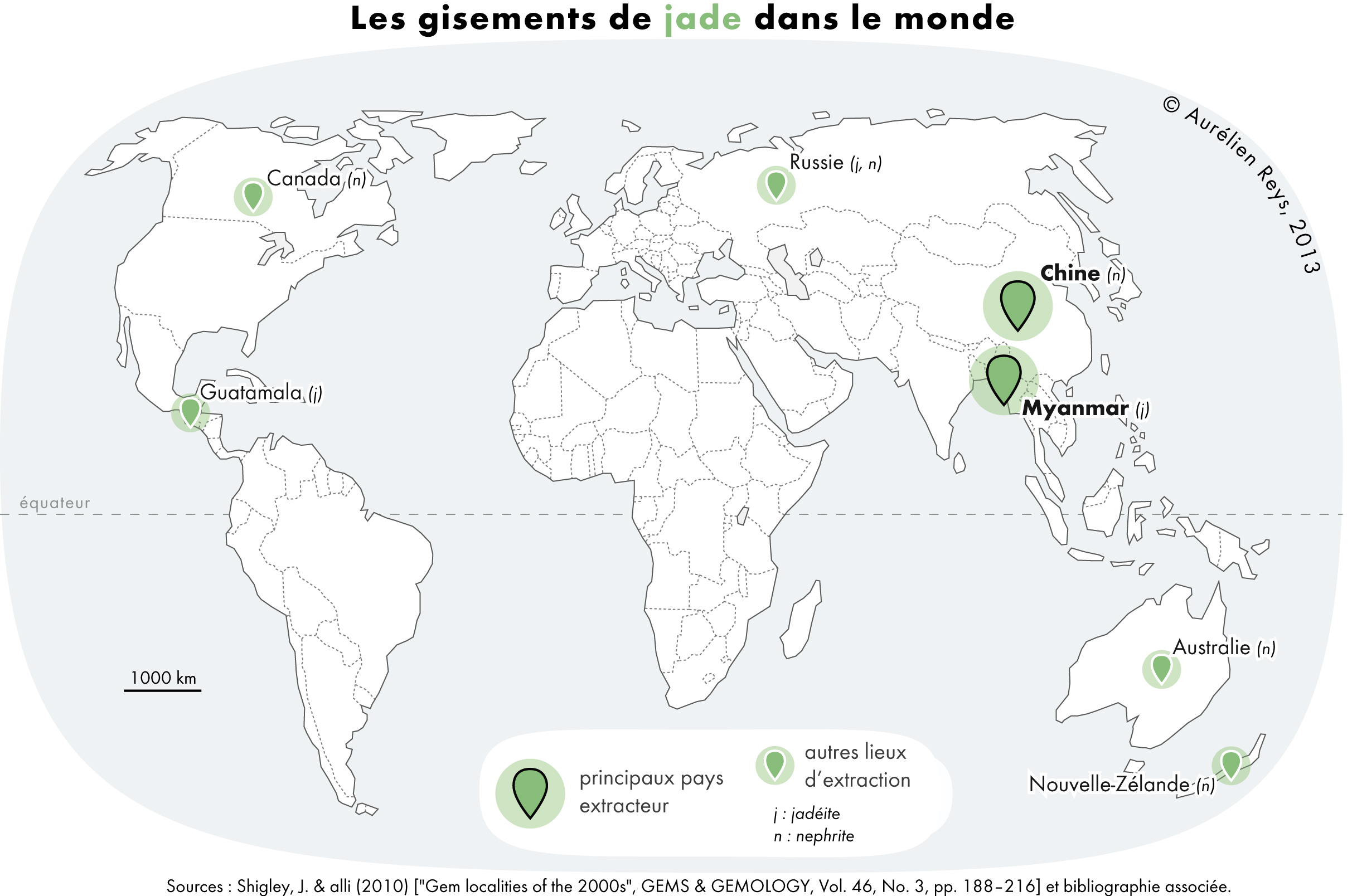
Belangrijkste jade producerende landen

Jade is de gemeenschappelijke naam voor twee mineralen die als edelstenen worden gebruikt: jadeïet en nefriet. 
Nefriet wordt overwegend ontgonnen in China, maar wordt ook gedolven in Canada, Rusland, Australië en Nieuw-Zeeland.  De ontginning van jadeïet komt voor een grote meerderheid van de wereldwijde winning uit Kachin in Myanmar, maar wordt ook gewonnen in de vallei van de Motagua in Guatemala en Rusland.
Jade kent veel verschillende kleuren: groen, bruin, zwart of wolkenwit, van zeer licht tot zeer donker.

## China
Jade wordt net als zeepsteen en chalcedoon al duizenden jaren geslepen en bewerkt door de Chinezen. Jade werd oorspronkelijk gebruikt als gereedschap maar kwam tijdens de Han-dynastie in zwang als sieraad. In China wordt nefriet gevonden rond de stad Khotan in Xinjiang. 
In de Chinese cultuur wordt alleen bewerkte jade als waardevol gezien. Een klomp onbewerkt jade is dus van mindere waarde. In de Sanzijing staat het vermeld als een vergelijking met onderwijs: 
"Als men jade niet polijst, is het geen kostbaar ding. Als een mens niet leert, heeft zijn leven geen zin, want hij kent de normen, waarden en respect van het leven niet en zal dus nooit talentvol worden"
(玉不琢 不成器 人不學 不知義)
Jade wordt gezien als een waardevolle steen die boze krachten weert. Als men een stuk jade lang op zijn lichaam draagt, bijvoorbeeld aan een stuk rode draad om de nek, zal men zien dat de jade langzaam van kleur verandert.
Tijdens de Olympische Spelen van 2008 in Peking waren de medailles voorzien van jade.

## Literatuur

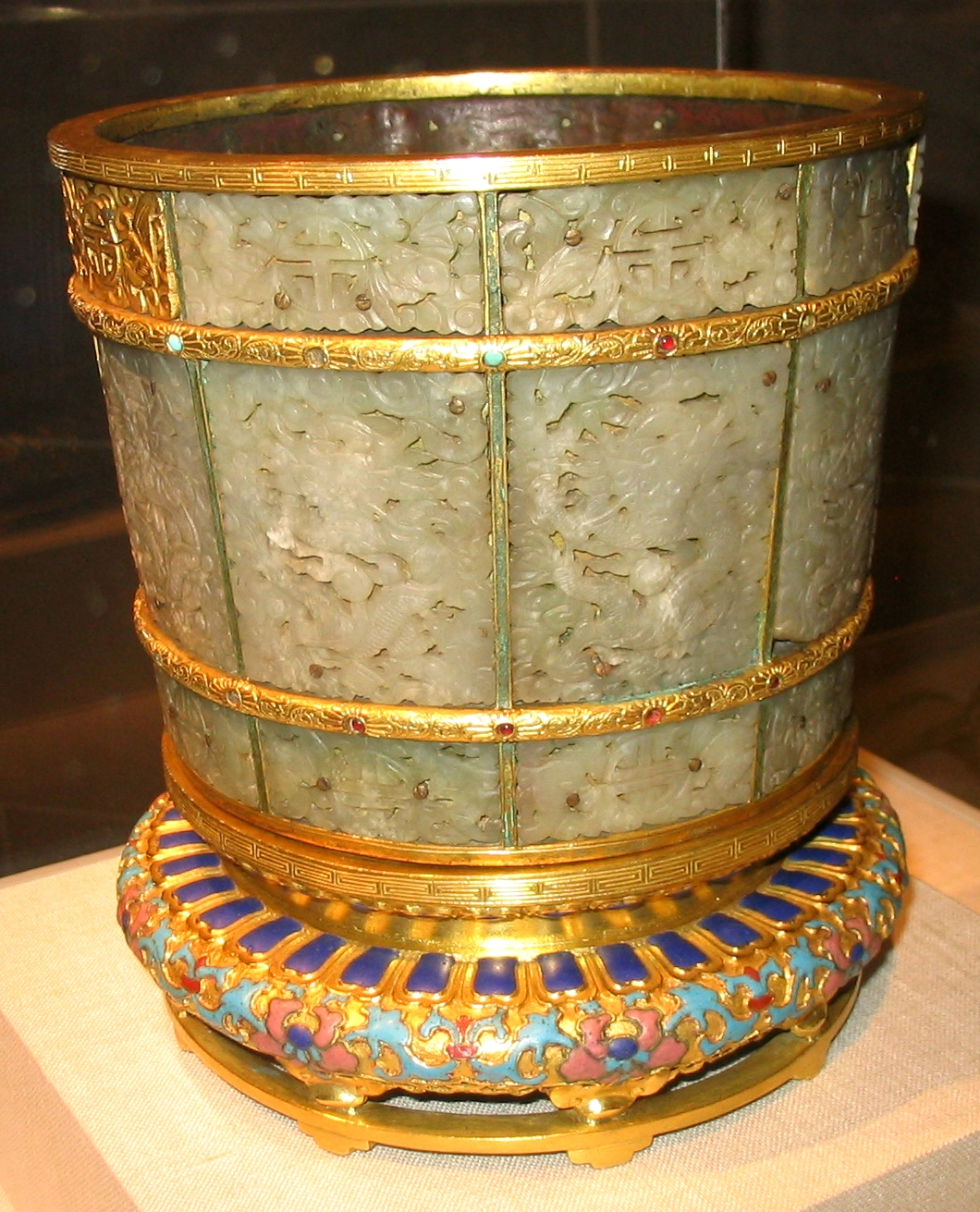
Jaden pot uit de Qing-dynastie
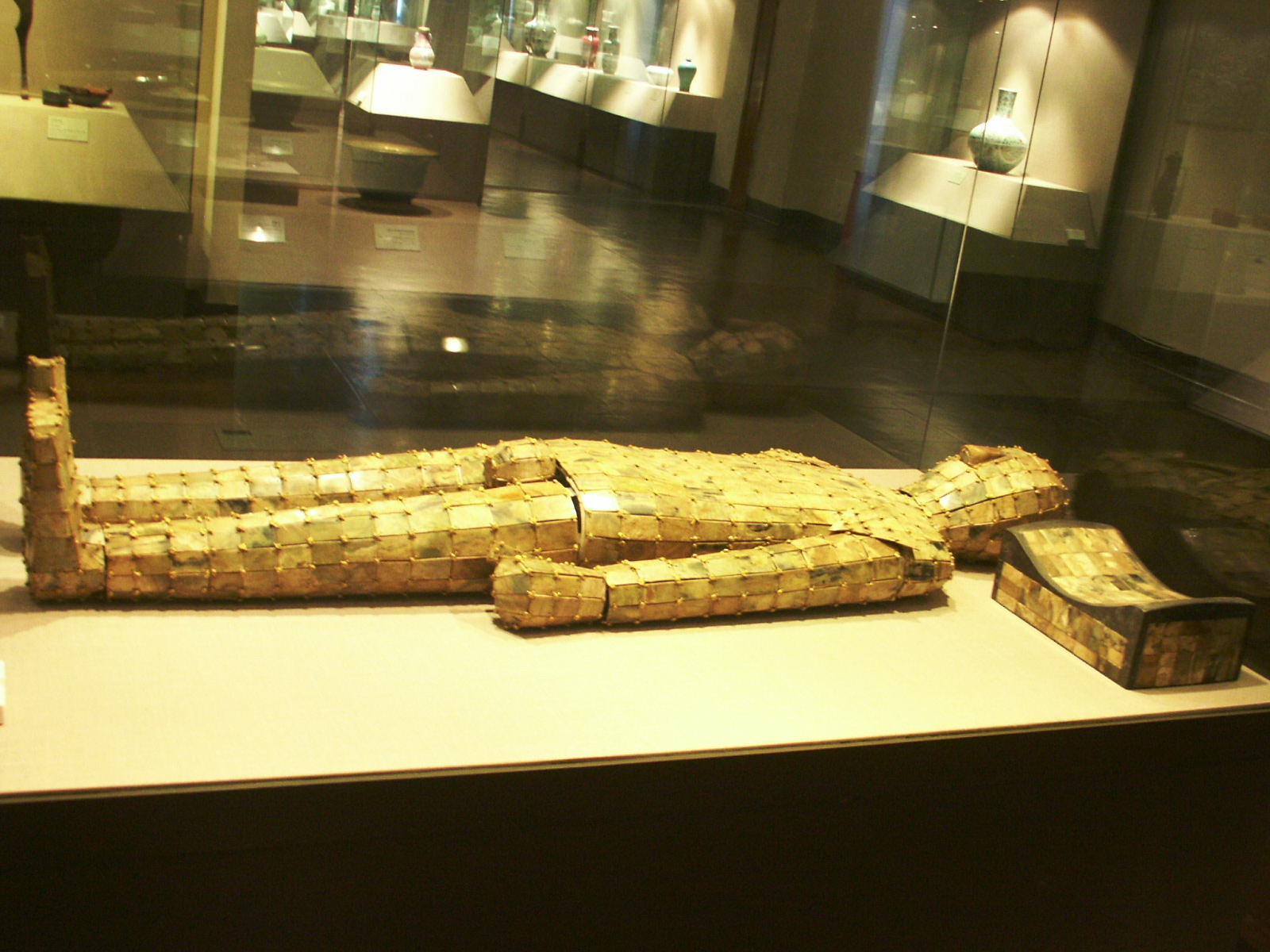
Een jaden begrafeniskostuum